# Joël Ahache
Joël Ahache (* 25. Oktober 1951 in Cransac, Département Aveyron) ist ein ehemaliger französischer Fußballspieler.

## Karriere

### Anfänge als Amateur und bei Red Star (bis 1975)
Ahache wuchs in einer Gegend im Süden Frankreichs auf, die eher vom Konkurrenzsport Rugby als vom Fußball geprägt ist. Der 174 Zentimeter große Abwehrspieler war 18 Jahre alt, als ihm 1970 der Sprung in den Kader eines Viertligisten aus Bagnères-de-Luchon gelang. Ein Jahr darauf ging er zur US Albi in die dritte Liga, bevor er 1972 vom Erstligisten Red Star Paris verpflichtet wurde. Dort nahm er jedoch nur die Rolle eines Ergänzungsspielers ein und kam 1972/73 nicht über zwei Saisoneinsätze hinaus, wenngleich diese seine Anfänge im Profifußball darstellten. 1973 musste er den Abstieg seiner Mannschaft hinnehmen und bekam durch den damit verbundenen Abgang zahlreicher Mitspieler die Chance, zum Stammspieler zu avancieren. In der ebenfalls professionellen zweithöchsten Spielklasse Frankreichs kämpfte er mit der Mannschaft um den direkten Wiederaufstieg, der 1974 erreicht wurde. So kehrte er in die erste Liga zurück, deren Anforderungen er vor allem vor dem Hintergrund gewisser technischer und taktischer Schwächen aber nur bedingt gewachsen war, weswegen er nach einiger Zeit seinen Stammplatz an Gérard Madronnet abgeben musste. Red Star Paris stieg 1975 direkt wieder ab und Ahache kehrte dem Verein zu diesem Zeitpunkt den Rücken.

### Zweite Liga in Béziers und Toulouse (1975–1982)
Ebenso wie Paris trat Ahache 1975 den Gang in die Zweitklassigkeit an, als er bei der AS Béziers unterschrieb. Bei dem vom Abstieg nicht bedrohten Verein wurde er zum Chef einer Abwehr, die weitgehend solide ihre Arbeit erledigte. In den Anfangsjahren standen ihm dabei Hugues Buffat und Denis Bourdon zur Seite. Im Verlauf der Saison 1978/79 war er Teil einer Elf, die lange Zeit um den Aufstieg mitspielte, diesen jedoch letztendlich verpasste. 1980 wechselte er zum ebenfalls zweitklassig antretenden FC Toulouse. Damit hatte er einen ambitionierten Arbeitgeber gefunden, der um den Aufstieg in die oberste Liga mitspielte. 1981 wurde dieser knapp verpasst, woraufhin nicht nur der zweifache Weltmeisterschaftsfinalist Robert Rensenbrink für den Angriff, sondern mit László Bálint und Claude Deplanche auch zwei Verteidiger geholt wurden, die Ahache zunehmend auf die Ersatzbank verdrängten. 1982 wurde er mit dem Team Zweitligameister und schaffte den Aufstieg, verließ den Verein aber zum selben Zeitpunkt, da der Nationalspieler Christian Lopez als sein Nachfolger verpflichtet wurde.

### Langsamer Abschied aus dem Profifußball (1982–1987)
Nachdem er Toulouse 1982 verlassen hatte, war es mit dem FC Perpignan ein Amateurverein aus einer unteren Spielklasse, der ihn in seine Mannschaft holte. Der zum Zeitpunkt seiner Ankunft in Perpignan 30-Jährige war der einzige frühere Profi in den Reihen des Vereins. 1984 war es mit der AS Béziers ein früherer Arbeitgeber, der ihm die Rückkehr in den bezahlten Sport ermöglichte. Zwei Jahre lang wurde er weiterhin regelmäßig aufgeboten, auch wenn er zunehmend unter den Folgen seines verhältnismäßig hohen Alters litt. Ahache war 34 Jahre alt, als er 1986 nach 22 Erstligapartien ohne Tor und 262 Zweitligapartien mit drei Toren seine Laufbahn beendete. Während der Saison 1986/87 ließ er seine Karriere beim Amateurverein Devèze Béziers ausklingen. Eine weitere Funktion im Fußball übernahm er anschließend nicht.